# Simon McQuoid
Simon McQuoid, född i Perth i Western Australia, är en australisk filmregissör och producent. Han är mest känd för att regissera rebootfilmen på datorspelsserien Mortal Kombat från 2021, samt dess kommande uppföljare Mortal Kombat 2, som har biopremiär i oktober 2025. Han har tidigare även regisserat reklamfilmer för TV.

## Filmografi (i urval)
- 2021 – Mortal Kombat
- 2025 – Mortal Kombat 2